# 관악출장소
관악출장소(冠岳出張所)는 1963년에 시흥군 동면중 안양리를 제외한 전역이 시흥리·독산리·가리봉리·신림리·봉천리가 서울로 편입되며 생긴 출장소이다. 현재의 서울특별시 관악구 대부분 지역(남현동 제외), 금천구 대부분 지역(1995년 광명시 안양천 이동지역 편입지 제외), 구로구 가리봉동을 관할하였다.

## 연혁
- 1963년 1월 1일 경기도 시흥군 동면의 대부분 지역이 서울특별시에 편입되고[1] 이 지역을 관할하는 관악출장소를 설치하였다.[2]
- 1966년 5월 1일 서울특별시조례제430호에 의거 신림동과 봉천동이 영등포구 직할로 편입됨. 같은 날 봉신동도 분동됨
- 1967년 오류, 양동, 관악출장소를 폐지하고 영등포구직할에 두었다.(1968년 1월 1일 시행)
- 1973년 7월 1일 신림동·봉천동이 다른 지역을 합쳐 관악구로 분리되었다.
- 1980년 4월 1일 나머지 지역이 다른 지역과 함께 구로구로 분리되었다.[3]
- 1995년 3월 1일 : 구로구의 옛 관악출장소 지역(가리봉동 일부 제외)이 광명시의 안양천 이동 지역 대부분을 합쳐 금천구로 분리되었고, 가리봉동 중 금천구 편입 지역은 가산동으로 동명을 고쳤다.